# 46689 Hakuryuko
46689 Hakuryuko è un asteroide della fascia principale. Scoperto nel 1997, presenta un'orbita caratterizzata da un semiasse maggiore pari a 2,2984986 UA e da un'eccentricità di 0,0725883, inclinata di 6,17334° rispetto all'eclittica.